# خانه حاج شیخ
خانه حاج شیخ مربوط به دوره قاجار است و در تبریز، خیابان معاصر، کوچه شهید سمساری، پلاک ۷ واقع شده و این اثر در تاریخ ۱۴ مرداد ۱۳۸۲ با شمارهٔ ثبت ۹۴۱۴ به‌عنوان یکی از آثار ملی ایران به ثبت رسیده است.
این ساختمان در سه جبهه شمالی، شرقی و غربی شکل گرفته که بخش شمالی آن سه طبقه و بخش‌های دیگر دو طبقه می‌باشد. زیزمین قسمت شمالی دارای حوضخانه می‌باشد که تزیینات گچبری و کاربندی دارد. در طبقه همکف، اتاق طنبی قرار گرفته که در جلو آن ایوان ستوندار با سرستون‌های گچبری شده وجود دارد. ارتفاع طنبی، که بعدها تا حدودی تغییر یافته است، در طرفین آن و در طبقه فوقانی دو اتاق کله‌ای را به وجود آورده است که فضاهای جانبی طنبی به آنها قابل دسترسی می‌باشد.
دو جبهه شرقی و غربی نیز در طبقه زیرزمین، از سردابه و در طبقه همکف، از چندین اتاق تشکیل یافته؛ در هر دو جبهه دسترسی به طبقه همکف به واسطه یک راهرو است.
عرضه این خانه ۶۰۰ متر مربغ و اعیانی تقریباً ۱۰۰۰ متر مربع است. نماهای داخلی، تزیینات آجری دارد.